# Leoncia
Leoncia (nacida en la thema de Tracia, fallecida en Constantinopla, c. 610) fue emperatriz bizantina consorte por su matrimonio con el emperador romano Focas.

## Biografía
El emperador Mauricio reinó en el Imperio bizantino casi dos décadas, entre los años 582 y 602. Dirigió una serie de campañas balcánicas y logró restablecer con éxito el Danubio como frontera norte de su estado (Limes Moesiae). Para el invierno de 602, sus objetivos estratégicos incluían asegurar el control de Panonia y el área que más tarde se conocería como Valaquia. Cuando decretó que el ejército bizantino pasaría el invierno de esa campaña (602-603) en la orilla norte del Danubio, las tropas exhaustas se amotinaron contra su emperador.
El general Flavio Nicéforo Focas Augusto emergería entonces como líder del ejército amotinado durante su marcha hacia Constantinopla. Mauricio también se enfrentó a varios disturbios en toda la ciudad dentro de la capital debido a una hambruna. Con todo en su contra, y ante los avisos de que Focas iba a cargar sobre Constantinopla con sus tropas, decidió abandonar la capital.
El Cronicón pascual dejó un relato cronológico del ascenso de Focas y de su mujer, Leoncia, al trono bizantino. El 23 de noviembre del año 602, Focas fue coronado emperador por sus tropas fuera de la capital. El 25 de noviembre, entró en Constantinopla y fue aceptado como emperador por la población en general. Proclamó carreras de carros en honor a su elevación e hizo que Leoncia fuera escoltada a la ciudad como su nueva emperatriz.
Según la crónica de Teófanes el Confesor, Leoncia fue coronada oficialmente como Augusta el 27 de noviembre. Según la historia de Teofilacto Simocates, la nueva pareja imperial encabezó una procesión por la ciudad según la costumbre. La ocasión festiva estuvo marcada por nuevos conflictos entre los equipos de los Azules y los Verdes, dos de las principales facciones de los corredores de cuadrigas. Los Azules cuestionaron la legitimidad del nuevo emperador recordándole que Mauricio todavía seguía vivo. Ante tales declaraciones, para darle "legitimidad" a su proclamación Focas reaccionó ordenando buscar, capturar y ejecutar a su predecesor y a sus herederos, hechos que tuvieron muy poco después.

"El tirano (en referencia a Focas) también tenía una esposa que se llamaba Leoncia; [a quien] le colocó una corona real. Dado que es costumbre que los emperadores proclamen a sus consortes también con procesiones, el tirano honró abiertamente la costumbre y decidió liderar a la reina Leoncia en triunfo. En este día, entonces, hubo un conflicto entre las facciones sobre su posición, ya que impugnaron la disposición de los lugares: porque los Verdes querían tomar la posición en el Ampelion, como se llama (esto es un patio delantero de la morada del emperador), y para dar una serenata a la reina con los aplausos habituales, pero la facción Azul se opuso, ya que consideraba esto como contrario a la costumbre y [algo] ajeno. En consecuencia, desde que se produjo una gran conmoción, el tirano envió a Alejandro para sofocar la lucha los contendientes". La historia de Teofilacto Simocates.

El único hijo conocido de Leoncia y Focas fue su hija Domencia. Según los anales, recibió el nombre de su abuela paterna. Estaba casada con Prisco, quien se desempeñó como conde de los excubitores (Comes excubitorum). Teófanes sitúa el matrimonio de ambos en el 607. Las crónicas de Juan Antioqueno informaban de que esta ceremonia fue el inicio de la hostilidad entre Prisco y su suegro, el emperador. Las facciones de carreras de carros honraron la ocasión colocando imágenes de Focas, Leoncia, Domencia y Prisco en el Hipódromo de Constantinopla. Las imágenes de la pareja imperial reinante pertenecían allí por tradición. Las dos últimas imágenes daban a entender que Prisco era el heredero o coemperador de Focas. Focas se enfureció por tal implicación y ordenó que se destruyeran las representaciones de su hija y su yerno. El incidente supuestamente hizo que Prisco se volviera contra su suegro.
Focas fue depuesto y ejecutado por Flavio Heraclio Augusto en octubre del año 610. Junto a él, también sus hermanos Domenciolo y Comentiolo fueron ejecutados. Se desconoce el destino de Leoncia si fue o no ejecutada.
Prisco decidió apoyar a Heraclio y continuó sirviendo como comandante de los excubitores hasta el 5 de diciembre de 612. Luego fue reemplazado por Nicetas, un primo hermano de Heraclio, y fue obligado a tomar votos monásticos. Según el Cronicón pascual, murió en el monasterio de Cora en el año 613.